# Tomáš Holeš
Tomáš Holeš, né le 31 mars 1993 à Nové Město na Moravě en Tchéquie, est un footballeur international tchèque qui évolue au poste de milieu défensif au Slavia Prague.

## Biographie

### Carrière en club

#### Hradec Králové
Tomáš Holeš est formé au FC Hradec Králové, club avec lequel il fait ses débuts le 18 février 2012, en První Liga, face au FC Slovan Liberec, un match perdu 3-1 par son équipe. Il joue en tout 12 matchs dans la deuxième partie de saison. Il s'impose comme titulaire la saison suivante, marquant son premier but lors d'un match nul 1-1 face au Banik Ostrava le 26 août 2012. Le Hradec Králové termine dernier du championnat, et se voit relégué en deuxième division, mais arrive à remonter directement la saison suivante.

#### FK Jablonec
Le 24 juillet 2017, Holeš est prêté au FK Jablonec pour la saison 2017-2018. Il fait ses débuts avec son nouveau club le 20 septembre 2017 en Coupe de Tchéquie, lors d'une victoire 2-1 face au FK Viktoria Žižkov. Il est transféré définitivement à Jablonec à l'été 2018.

#### Slavia Prague
Après deux saisons au FK Jablonec, dont une en prêt, Tomáš Holeš signe en faveur du Slavia Prague le 17 juin 2019 et rejoint officiellement le club au 1er juillet 2019.
Holeš inscrit son premier but pour le Slavia Prague le 30 mai 2020, lors d'une rencontre de championnat face à son ancien club, le FK Jablonec. Titularisé au milieu de terrain, il contribue à la victoire de son équipe par cinq buts à zéro. Bien qu'il ne soit pas toujours titulaire lors de sa première saison au Slavia, il participe au succès de son équipe, le Slavia étant sacré champion de République tchèque lors de la saison 2019-2020. Il glane donc le premier titre de sa carrière.
Holeš remporte une deuxième fois le championnat avec le Slavia à l'issue de la saison 2020-2021.
Le 6 janvier 2022, Holeš prolonge son contrat avec le Slavia, étant désormais lié au club jusqu'en juin 2026.
Il est élu meilleur joueur de la saison 2021-2022 dans le championnat tchèque.

### En sélection
Le 10 septembre 2012, Tomáš Holeš joue son premier match avec l'équipe Tchéquie espoirs face au Pays de Galles, rencontre remportée 5-0 par les Tchèques. Il joue en tout dix matchs avec les espoirs tchèques de 2012 à 2015.
Tomáš Holeš est convoqué pour la première fois avec l'équipe nationale de Tchéquie en septembre 2020, en raison notamment de nombreux absents pour cause de COVID. Il honore sa première sélection le 7 septembre 2020, lors d'un match comptant pour la Ligue des nations 2020-2021 face à l'Écosse. Titularisé au poste d'arrière droit ce jour-là, il ne peut éviter la défaite de son équipe (1-2 score final).
En mai 2021, Holeš est convoqué par Jaroslav Šilhavý, le sélectionneur de l'équipe nationale de Tchéquie, dans la liste des 26 joueurs tchèques retenus pour participer à l'Euro 2020. Il ouvre son compteur but lors des 1/8e de finale face aux Pays-Bas. 
Il est retenu dans la liste des 26 joueurs tchèques du sélectionneur Ivan Hašek pour participer à l'Euro 2024. Titulaire sur l'ensemble des matchs (Portugal, Turquie et Géorgie), il sera éliminé avec son équipe dès le premier tour.  

## Statistiques
| Saison                | Club                  | Championnat           | Championnat | Championnat | Coupe(s) nationale(s) | Coupe(s) nationale(s) | Compétition(s) continentale(s) | Compétition(s) continentale(s) | Compétition(s) continentale(s) | Total | Total |
| Saison                | Club                  | Division              | M.          | B.          | M.                    | B.                    | Comp.                          | M.                             | B.                             | M.    | B.    |
| 2011-2012             | Hradec Králové        | D1                    | 12          | 0           | -                     | -                     | -                              | -                              | -                              | 12    | 0     |
| 2012-2013             | Hradec Králové        | D1                    | 24          | 1           | -                     | -                     | -                              | -                              | -                              | 24    | 1     |
| 2013-2014             | Hradec Králové        | D2                    | 14          | 1           | -                     | -                     | -                              | -                              | -                              | 14    | 1     |
| 2014-2015             | Hradec Králové        | D1                    | 30          | 0           | 1                     | 0                     | -                              | -                              | -                              | 31    | 0     |
| 2015-2016             | Hradec Králové        | D2                    | 26          | 1           | 3                     | 1                     | -                              | -                              | -                              | 29    | 2     |
| 2016-2017             | Hradec Králové        | D1                    | 15          | 1           | 1                     | 0                     | -                              | -                              | -                              | 16    | 1     |
| Sous-total            | Sous-total            | Sous-total            | 121         | 4           | 5                     | 1                     | -                              | -                              | -                              | 126   | 5     |
| 2017-2018             | FK Jablonec (prêt)    | D1                    | 18          | 1           | 5                     | 0                     | -                              | -                              | -                              | 23    | 1     |
| 2018-2019             | FK Jablonec           | D1                    | 35          | 5           | 2                     | 1                     | C3                             | 6                              | 0                              | 43    | 6     |
| Sous-total            | Sous-total            | Sous-total            | 53          | 6           | 7                     | 1                     | -                              | 6                              | 0                              | 66    | 7     |
| 2019-2020             | Slavia Prague         | D1                    | 5           | 0           | 2                     | 0                     | C1                             | 1                              | 0                              | 8     | 0     |
| Total sur la carrière | Total sur la carrière | Total sur la carrière | 179         | 10          | 14                    | 2                     | -                              | 7                              | 0                              | 200   | 12    |

## Palmarès

### En club
Slavia Prague
- Championnat de Tchéquie (2) :
  - Champion : 2020 et 2021.